# Vázání
Lingvistický pojem vázání se vztahuje na stanovení podmínek reference zájmen (on, ona) a anaforických výrazů (svůj, sebe) ve větách přirozeného jazyka. Anaforické výrazy musí např. koreferovat ke stejnému objektu jako podmět klauze, v níž se nacházejí. Říkáme, že vyžadují přítomnost výrazu v dané větě, který jejich referenci váže. Pojem vázání byl převzat z matematické logiky, kde proměnná může být „vázána“ kvantifikátorem.
Teorie vázání je součástí generativní gramatiky. Jedna verze generativní gramatiky se přímo nazývá Teorie řízenosti a vázání (anglicky Government and Binding). Jejím hlavním autorem je Noam Chomsky.